# سرطانات الخلية الكلوية الحليمية
سرطانات الخلية الكلوية الحليمية (بالإنجليزية: Papillary renal cell carcinomas)‏ هيَ نوع فِرعي من سرطانة الخلية الكلوية.

## الأنواع
- النوع الأولى من سرطانة الخلية الكلوية الحليمية
- النوع الثاني من سرطانة الخلية الكلوية الحليمية
- سرطانة الخلية الكلوية الحليمية ذات الخلية الصافية